# Jean-Pierre Beltoise
Jean-Pierre Maurice Georges Beltoise (Pariz, Francuska, 26. travnja 1937. – Dakar, Senegal, 5. siječnja 2015.) je bivši francuski vozač motociklističkih i automobilističkih utrka. U Formuli 1 se natjecao od 1967. do 1974. Najbolji rezultat mu je pobjeda na VN Monaka 1972. Na utrci 24 sata Le Mansa je nastupao čak 14 puta, ali je nikada nije osvojio. Najbolji rezultat mu je četvrto mjesto s Piersom Courageom 1969. u Matri, dok je najbolji u svojoj klasi bio 1976. s Henrijem Pescarolom. Tri sezone se natjecao u motociklizmu, ali bez većih uspjeha. Godine 1968. je osvojio naslov u Formuli 2.